# 山本站 (佐賀縣)
山本站（日语：／ Yamamoto eki */?）是位於佐賀縣唐津市山本469番，九州旅客鐵道（JR九州）的唐津線和筑肥線車站。

## 概要
此站是位於唐津市中心以南6公里的郊外山本地區。此站的所屬線是唐津線と。筑肥線（西區間）以此為起點。因此此站成為以上2路線的轉乘站。另外，筑肥線所有列車均駛入至唐津線唐津站或西唐津站。
曾經此站為唐津線和筑肥線的唯一轉乘站，加上此站曾經為唐津線岸嶽支線的起點，因此比起唐津市內車站，此站更比較繁忙。此站曾經是急行「平戶」的停車站。在1971年岸嶽支線廢止。在1983年，筑肥線新線啟用，同時部分路段廢止，使唐津線和筑肥線前往姪濱站、博多站方向的轉乘車站遷移至唐津站。往日繁忙景象不再。
現時此站成為唐津線和筑肥線伊萬里站方向的轉乘車站，但是轉乘客較少。因此此站成為唐津市與佐賀市、伊萬里市之間的一個中間車站。

## 歷史
- 1898年12月1日：唐津興業鐵道（後來為唐津鐵道（日语：唐津鉄道），唐津線前身）此站至妙見站（現時為西唐津站）至大島站（現已廢止）開通，此站啟用。
- 1899年6月13日：唐津興業鐵道此站至嚴木站之間開通[2]。
- 1902年2月23日：唐津鐵道被九州鐵道合併[3][4]。
- 1907年7月1日：九州鐵道（第一代）被國有化，成為帝國鐵道廳車站[5][6][7]。
- 1912年1月17日：唐津線貨物支線此站至岸嶽站之間開通（岸嶽支線）。
- 1912年9月21日：岸嶽支線開始旅客營業。
- 1929年4月1日：北九州鐵道（日语：北九州鉄道）（筑肥線前身）東唐津站至此站之間開通。成為國鐵與北九州鐵道的轉乘站。
- 1935年3月1日：北九州鐵道此站至伊萬里站之間開通。
- 1937年10月1日：北九州鐵道被國有化，成為鐵道省筑肥線。
- 1971年8月20日：唐津線岸嶽支線廢止。
- 1983年3月22日：筑肥線虹之松原站至和多田站至唐津站之間的新路線開通。虹之松原站至久里站（日语：久里駅）至此站之間的舊路線廢止。同時，此站至唐津站之間為唐津駅與筑肥線的重複區間，當時筑肥線還是繼續1條路線。
- 1987年4月1日：伴隨國鐵分割民營化，車站由九州旅客鐵道（JR九州）營運[8]。同時，此站至唐津站之間改為只有唐津線的單獨區間，筑肥線分為東西2邊，此站為西區間的起點。

## 車站構造

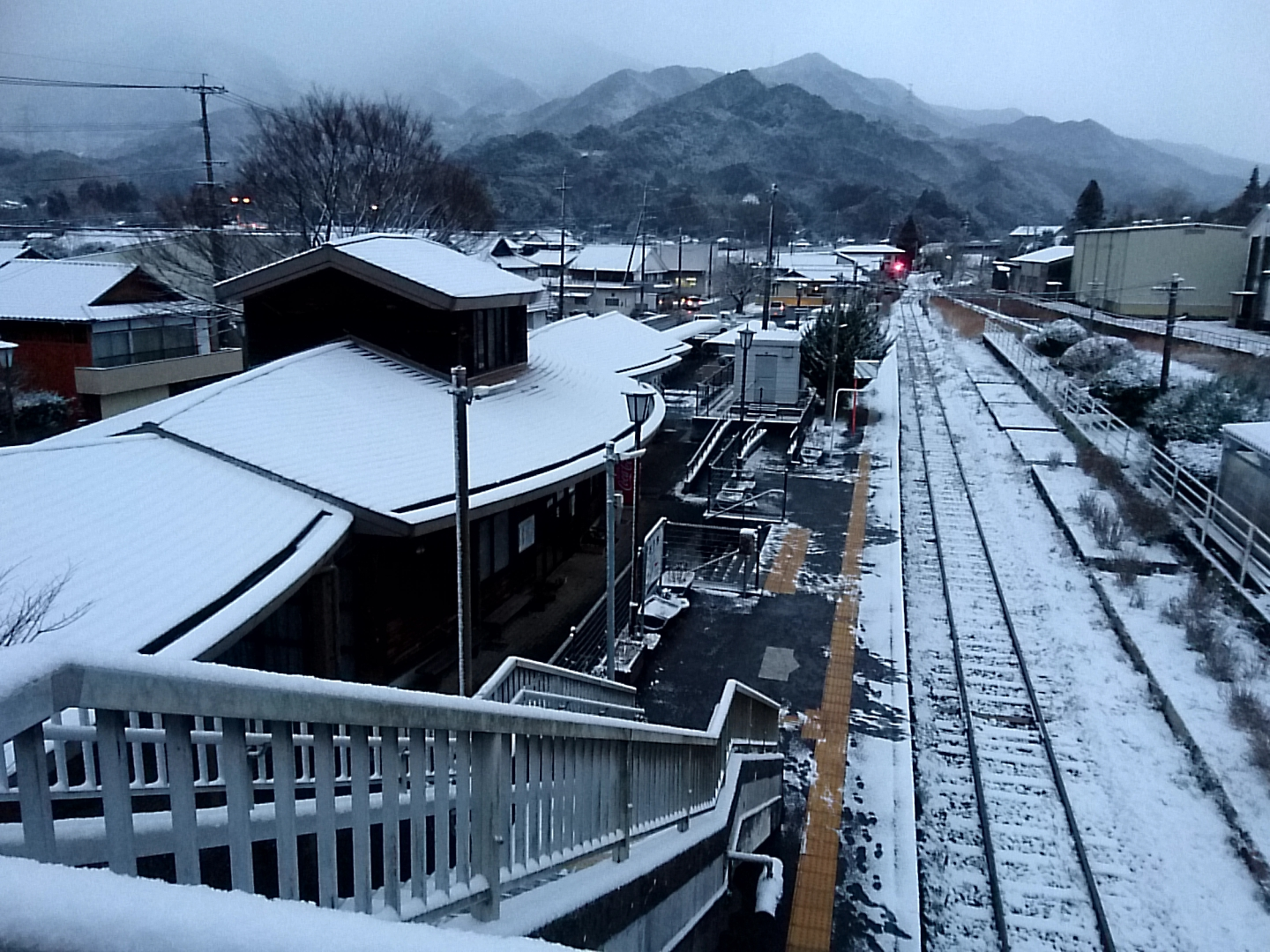
相知站月台

車站是一座地面車站，設有1面1線的單式月台和1面2線的島式月台，共有2面3線的月台。在筑肥線舊路線廢止前，此站另外設有1面2線的島式月台，當時為一座3面5線月台的車站。在岸嶽支線廢止前，於現時單式月台南邊設有缺角式月台（0號月台），當時設有3面6線月台。
車站大樓是在1912年（大正元年）建成，為一座木造建築物。現時此站是無人車站。售票櫃臺被板圍封。此站設有自動售票機。

### 月台
| 月台 | 路線    | 上下行 | 方向             | 備註                     |
| ---- | ------- | ------ | ---------------- | ------------------------ |
| 1    | ■唐津線 | 下行   | 西唐津方向       | 由佐賀開出的班次         |
| 2    | ■唐津線 | 上行   | 佐賀方向         |                          |
| 2    | ■筑肥線 | 下行   | 伊萬里方向       | 部份班次使用             |
| 3    | ■唐津線 | 下行   | 唐津、西唐津方向 | 由伊萬里開出的大部份班次 |
| 3    | ■筑肥線 | 下行   | 伊萬里方向       | 大部份班次               |

## 使用狀況
按JR九州公佈的2023年度使用量，本站與同線道上的多久站，並列於首300位中的最後兩位，日均使用量為282人。2022年度首度跌出首300位，只能記載於排行榜後的附錄頁內。
| 乘車人次變化 | 乘車人次變化     | 乘車人次變化 |
| 年度         | 1日平均人次      | 出處         |
| ------------ | ---------------- | ------------ |
| 2000         | 361              | [ 統計 1 ]   |
| 2001         | 363              | [ 統計 1 ]   |
| 2002         | 369              | [ 統計 1 ]   |
| 2003         | 394              | [ 統計 1 ]   |
| 2004         | 387              | [ 統計 1 ]   |
| 2005         | 353              | [ 統計 1 ]   |
| 2006         | 347              | [ 統計 1 ]   |
| 2007         | 357              | [ 統計 1 ]   |
| 2008         | 353              | [ 統計 1 ]   |
| 2009         | 353              | [ 統計 1 ]   |
| 2010         | 344              | [ 統計 1 ]   |
| 2011         | 338              | [ 統計 1 ]   |
| 2012         | 349              | [ 統計 1 ]   |
| 2013         | 366              | [ 統計 1 ]   |
| 2014         | 330              | [ 統計 2 ]   |
| 2015         | 313              | [ 統計 3 ]   |
| 2016         | 319              | [ 統計 4 ]   |
| 2017         | 346              | [ 統計 5 ]   |
| 2018         | 339              | [ 統計 6 ]   |
| 2019         | 304              | [ 統計 7 ]   |
| 2020         | 254              | [ 統計 8 ]   |
| 2021         | 249              | [ 統計 9 ]   |
| 2022         | 多於100，少於267 | [ 統計 10 ]  |
| 2023         | 282              | [ 統計 11 ]  |

## 相鄰車站
九州旅客鐵道（JR九州）
■唐津線
本牟田部－山本－鬼塚
■筑肥線（西唐津站至此站之間為唐津線）
鬼塚－山本－肥前久保

### 曾經存在的路線
日本國有鐵道
筑肥線
久里－山本
唐津線（岸嶽支線）
山本－牟田部
鐵道院
唐津線（貨物支線）
山本－鹿之口

### 統計數據
1. ↑  佐賀縣統計年鑑
2. ↑  佐賀縣統計年鑑（平成27年度）第12章　運輸及び通信—12.7 鉄道乗降客数及び貨物発着トン数
3. ↑  佐賀縣統計年鑑（平成28年度）第12章　運輸及び通信—12.7 鉄道乗降客数及び
4. ↑   (PDF). 九州旅客鉄道. 2017-07-31  [2017-08-01]. （原始内容 (PDF)存档于2017-08-01）.
5. ↑   (PDF). 九州旅客鉄道.   [2019-03-10]. （原始内容 (PDF)存档于2019-07-06） （日语）.
6. ↑   (PDF). 九州旅客鉄道.   [2018-07-13]. （原始内容存档 (PDF)于2019-12-06） （日语）.
7. ↑  駅別乗車人員上位300駅（2019年度） （页面存档备份，存于），JR九州。
8. ↑  駅別乗車人員上位300駅（2020年度） （页面存档备份，存于），JR九州。
9. ↑  駅別乗車人員上位300駅（2021年度） （页面存档备份，存于），JR九州。
10. ↑  駅別乗車人員上位300駅（2022年度） （页面存档备份，存于），JR九州。
11. ↑   (PDF).   [2025-04-24]. （原始内容存档 (PDF)于2024-09-19）.

## 外部連結
- JR九州山本站（日語）